# Vostotxni (Staronijesteblíevskaia)
|  | Per a altres significats, vegeu «Vostotxni». |

Vostotxni - Восточный (rus) - és un khútor del krai de Krasnodar, a Rússia. Es troba al delta del riu Kuban. És a 17 km a l'oest de Poltàvskaia i a 55 al nord-oest de Krasnodar.
Pertany a l'stanitsa de Staronijesteblíevskaia.